# Crypsithyris cerodectis
Crypsithyris cerodectis är en fjärilsart som beskrevs av Edward Meyrick 1921. Crypsithyris cerodectis ingår i släktet Crypsithyris och familjen äkta malar.
Artens utbredningsområde är Zimbabwe. Inga underarter finns listade i Catalogue of Life.